# اولشنو (استان اشوی‌داشکسیه)
اولشنو (به لهستانی: Oleszno) یک منطقهٔ مسکونی در لهستان است که در گمینا کراسوچین واقع شده‌است. اولشنو ۱٬۱۱۷ نفر جمعیت دارد.